# Luna salvaje
Luna salvaje fue una telenovela argentina producida por Grupo Telefe que se emitió de lunes a viernes por Telefe en el horario de las 13, desde el 30 de octubre del año 2000 hasta el 18 de mayo del año 2001. Protagonizada por Gabriel Corrado y Carina Zampini. Coprotagonizada por Lidia Catalano, Melina Petriella, Florencia Peña, Juan Ponce de León, Emilio Bardi, Ezequiel Rodríguez y Tuqui. Antagonizada por Millie Stegman. También, contó con las actuaciones especiales de Patricia Echegoyen y el primer actor Pepe Novoa. Y la participación de Gustavo Guillén como actor invitado. La idea original es de Ricardo Rodríguez y Patricia Maldonado y los autores fueron Ricardo Rodríguez, Elena Antonietto y  Oscar Ibarra. Se emitió desde el 2000 hasta 2001, de lunes a viernes por Telefe en el horario de las 13.

## Argumento
Gonzalo y Leticia están casados desde hace tiempo, y aunque tienen todo para ser felices, no pueden tener hijos, y esto se ha convertido en una obsesión para Leticia, quien es capaz de cualquier cosa por lograr su cometido.
Leticia es una mujer fría y calculadora. Después de muchos años de probar distintos tratamientos, se entera de que tampoco funcionó la inseminación artificial que se hizo por segunda vez. Desesperada, y ante la presión social y la que ejerce su padre que busca un heredero para la empresa familiar, convence a su marido de hacer una inseminación artificial en el cuerpo de otra mujer. Así es como encuentra en María la candidata ideal. 
María es una mujer humilde, casada con un marido que la maltrata, mientras lucha por salvar a su hermanito de la leucemia que padece. Por esta razón acepta el trato. Leticia parece lograr su objetivo, pero todo se le complica cuando María y Gonzalo se enamoran, y encuentran la posibilidad de cambiar de vida y ser felices. Gonzalo embaraza a María, y está dispuesto a dejar a su mujer, cuando Leticia se entera del embarazo de María, finge un embarazo, para retener a Gonzalo, pero no logró su cometido porque Gonzalo la dejó para irse a vivir con María.
Entonces planea la peor de las vildades, puesto a que nunca estuvo embarazada, con la ayuda  de la enfermera Etelvina, y el doctor Pesci, roba al bebe de María y lo toma como hijo propio. A María le hacen creer que su bebé murió al nacer,pero Etelvina antes de huir le escribe una carta a Gonzalo, explicándole la absurda vildad que cometió Leticia.
Tiempo después,Gonzalo lee esa carta, amenaza a Leticia con un revólver, pero en camino a la comisaría cuando va a denunciarla por el robo de su hijo, sufre un terrible accidente y pierde la memoria Cuando Gonzalo despierta,Leticia se aprovecha de esto,para inventarle cosas que no son ciertas,mintiéndole descaradamente.Se muestran más enamorados que nunca,al punto de renovar sus votos matrimoniales,pero solamente porque Gonzalo no recuerda absolutamente nada,los planes de Leticia salen a la perfección, pero el tiempo pasa y Gonzalo comienza a tener vagos recuerdos, pero cree que son solo alucinaciones. También vagamente empieza a tener recuerdos de María, pero no se imagina que tienen un hijo. A María ya no le importa más nada y habla con Gonzalo,pero el solo le repite las absurdas cosas que le decía Leticia sobre ella. Leticia al enterarse de la charla que tuvieron María y Gonzalo, a María la amenaza y le dice que nunca más se acerque a Gonzalo, María sufre por todo lo que le está pasando a Gonzalo sin saber de todas las atrocidades que Leticia esta cometiendo. Paralelamente a esto, María conoce a varias mujeres que tuvieron sus bebes en la clínica del doctor Pesci, a quienes también les hicieron creer que su bebé murió en el parto, pero más adelante descubren que en esa clínica trafican bebés.Una vidente llamada Sasha, le dice a María  que su bebé no murió, que esta vivo, y está más cerca de lo que piensa,también le dice que  Leticia nunca estuvo embarazada, pero María no le cree nada, porque piensa que solo quiere sacarle dinero y piensa que es una locura todo lo que Sasha le dijo.
Gonzalo recupera la memoria parcialmente, pero se aleja de María para disfrutar de su hijo, debido a que Leticia le advirtió que si se acercaba a María,no iba a verlo más. Gonzalo sabe que tuvo un hijo con María,pero inescrupulosamente, Leticia le hace creer que ese hijo era de Juan el marido de María.
Después de tantas idas y vueltas, Gonzalo encuentra la carta que Etelvina le escribió, después de leerla se desmaya y vuelve a perder la memoria. La primera en ayudarlo es Miranda  la sobrina de Leticia. 
Paula lee la carta y se lo entrega a la policía, también llaman a María para que lea la carta.
Gonzalo se encuentra internado,y cuando se despierta recupera la memoria por completo. La primera persona a la que nombra es a María, pero Leticia seguía haciendo de las suyas: esta vez se disfrazó de enfermera para estar a lado de Gonzalo.
Después de esto,se escapa de la clínica, huye de la policía y prepara su último plan macabro, que es simular una muerte al ingerir un potente veneno, pero después de varias horas se recupera. Todos dan por muerta a Leticia. El doctor Pesci se encuentra preso,por tráfico de bebés, por ser cómplice de Leticia,y por intentar matar a María  y advirtió sobre lo que Leticia hizo pero nadie le creyó. Después de tantas maldades por parte de Leticia, Gonzalo y María pueden disfrutar de su hijo y por fin formar la familia que siempre soñaron, después se casan, pero cuando están en su luna de miel, Leticia reaparece y al querer matar a María, se resbala,cae en un acantilado y finalmente muere,después de esto María y Gonzalo caminan abrazados para ser felices por siempre.

## Elenco

### Elenco protagónico
- Gabriel Corrado es Gonzalo Guelar.
- Millie Stegman es Leticia Flores.
- Carina Zampini es María Méndez.

### Elenco de reparto
- Pepe Novoa ... Gerardo Flores
- Patricia Etchegoyen ... Paula Flores
- Melina Petriella ... Miranda Flores
- Lidia Catalano ... Trini
- Florencia Peña ... Ana
- Gustavo Guillen ... Agustín Ferrando
- Juan Ponce de León ... Ramiro Gutiérrez
- Emilio Bardi ... Nacho
- Tuqui ... Julio
- Esteban Coletti ... Javier
- Ezequiel Rodríguez ... Alejo Aguilar
- Rubén Stella ... Carlos Aguilar
- Horacio Erman ... Juan (asesinado por Leticia)
- Víctor Dana ... Doctor Pesci
- Alicia Aller ... Angélica
- Florencia Bertotti ... Sol
- Adrián Yospe ... Marcelo
- Fabiana García Lago ... Roxi
- Edward Nutkiewicz ... Dr. Frutos
- Fausto Collado ... Inspector Marzoa
- Catalina Artusi ... Yanina
- Coni Marino ... Lucía Gutiérrez (asesinada por Leticia)
- Victoria Rauch
- Emiliano Fernández
- Darío Lopilato
- Osvaldo Aldama, cabo Medina

## Adaptaciones
- La cadena portuguesa TVI realizó entre el 2002-2003 una versión titulada O ultimo beijo, protagonizada por Adriano Carvajal, Ana Borges y Joana Seixtas en los roles principales.
- En el año 2014,en Turquía se realizó una versión llamada "El día que mi destino fue escrito"

- Datos: Q1975167

## Banda sonora
Música incidental: 
- Charles Bernstein: "Train Station Shootout" , "Terry's Revenge" , "Barn Fight"
- James Newton Howard: "Can You Ever Forgive Me?" , "That's Not Happiness To See Me" , "Safe Deposit Box" , "To New York" , "Teddy Bears" , "The New York Willies" , "What Happens If...?" , "Swimming (Waterworld)" , "The Street (The Prince of Tides) , "So Cruel" , "Lila's Theme" , "Main Title (A Perfect Murder)" , "He's in the Kitchen" , "The Village Attack" , "Tom's Breakdown" , "The Bloodstain" , "Savannah Awakes" , "End Credits (The Prince of Tides)
- Christopher Young: "Thank God (Entrapment) , "Thieving" , "Who's Who?" , "Bright Moments" , "Wondering Aloud" , "The Empress Mask" , "Fayeth In Fate" , "Thank God" , "Le Fleur De La Musique" , "
- Nick Ingman , Gavyn Wright: "A New World" , "The End" , "Farewell"
- Dave Grusin: "Ramona's Last Story" , "Going Home"
- John Williams: "Presumed Innocent" , "Jackie and Isabel" , "Taking Pictures" , "Always and Always" , "Time Spins Its Web"
- Elmer Bernstein: "Goodbye (The Good Son)" , "The Good Son"
- Trevor Rabin , Harry Gregson-Williams: "Brill And Dean Meet" , "Hotel Chase Part 2" , "Final Confrontation" , "Rachel's Found Dead" , "NSA Research" , "Brill's Theme" , "Coal Yard part 2" , "Nanny Drive"
- Trevor Jones: "Main Title (The Last of the Mohicans)"
- Richard Hartley: "The Past Unfolds" , "Rose Reveals the Truth" , "Ginny And Jess" , "That Deaths Head Stare" , "The Farm Divided" , "The Long Drive Home" , "Waiting For Daddy" , "Take Care of the Children" , "The Brown Coat" , "Ginny Daydreams" , "That's The Plan"
- James Horner: "Ransom" , "Leo's Decision" , "A Distant Discovery"
- Stewart Copeland: "Torturer Confesses"
- John Frizzell: "Stuck In The Lava" , Main Titles (Dante's Peak)
- Randy Miller: "Gothic Rebirth (Hellraiser III: Hell on Earth)
- Angelo Badalamenti: "The Truth Is Out There"

De otros artistas:
- Jennifer López: "Waiting for Tonight"
- Eiffel 65: "Move Your Body"
- Kool and the Gang: "Get Down On It"
- Barry White: "Just The Way You Are"
- Phil Phillips: "Sea of Love"
- Diego Torres: "Tal Cual Es"
- Los Auténticos Decadentes: "No Puedo"
- Rodrigo Bueno: "Lo Mejor del Amor"
- Gloria Estefan: "No Me Dejes de Querer" , "Mi Tierra"
- Ráfaga: "Dulce Dueña"
- Robbie Williams: "She's the One"
- Sinead O'Connor: "No man's Woman"
- New Radicals: "You Get What You Give"
- Seamus Egan: "When Juniper Sleeps"
- Genesis: "No Son of Mine"
- Red Hot Chili Peppers: "Californication"
- Ricky Martin: "Private Emotion"
- Los Sabrosos del Merengue: Romo Dao
- Tito Gómez: "A Colombia Entera"
- José Alberto "El Canario": "Disculpeme Señora"
- Rubén Blades , Willie Colón: "Tiburón"
- Thalia: "Mujer Latina"
- Marcela Morelo: "Tormento de Amor"
- Stevie Wonder: "Kiss Lonely Good-bye"
- Class of '99: "Another Brick in the Wall"
- Sheila Nicholls: "Fallen For You"
- A-ha: "Summer Moved On"
- Christina Aguilera: "Reflection"
- George Michael: Roxanne
- Alejandro Sanz: "Cuando Nadie Me Ve"
- Viejas Locas: "Me Gustas Mucho"
- Rob Zombie: "Reload"
- Eros Ramazzotti: "Piu Che Puoi"